# خوسي مانويل رودريغز
خوسي مانويل رودريغز (بالإسبانية: Chema)‏ (3 مارس 1992 بكاوديتي في إسبانيا - ) هو لاعب كرة قدم إسباني في مركز الدفاع. لعب مع نادي ليفانتي.

## وصلات خارجية
- خوسي مانويل رودريغز على موقع قاعدة بيانات كرة القدم.إي يو (الإنجليزية)
- خوسي مانويل رودريغز على موقع Soccerbase.com (لاعب) (الإنجليزية)
- خوسي مانويل رودريغز على موقع Soccerway.com (الإنجليزية)
- خوسي مانويل رودريغز على موقع عالم كرة القدم.نت (الإنجليزية)